# Jiná perspektiva
Jiná perspektiva je patnáctá epizoda první řady animovaného seriálu Star Trek. Premiéra epizody v USA proběhla 5. ledna 1974, v České republice 11. ledna 1998.

## Příběh
Hvězdného data 5501.2 federační loď USS Enterprise NCC-1701 vedená kapitánem Jamesem T. Kirkem je na orbitě planety Lactra VII, kde má za úkol zjistit, co se stalo s expedicí, kterou sem Federace vyslala. Z obdržených záznamů vyplývá, že před 5 týdny se posádka náhle na povrchu planety ztratila a kapitán lodi se je, proti nařízení Federace, vydal s posledními pěti členy posádky zachránit. Také se již neohlásil.
Kapitán Kirk, první důstojník Spock a vědecký důstojník Leonard McCoy na povrchu potkávají pouze tvory, podobné dinosaurům. Daří se jim ale zachytit signál vysílání od posádky lodi USS Ariel. Signál je natolik špatný, že mu není rozumět. Když se blíží k místu, odkud byl vyslán signál, zjišťují, že poušť náhle střídá prales. Pan Spock dedukuje, že celý ekosystém mohl někdo vytvořit, namísto aby vznikal svévolně. Této teorii nahrává i fakt, že zvířata na planetě jsou jakoby seskupením fauny z různých, od sebe dost vzdálených, planet.
Celý výsadek je zajat neznámými tvory, kteří se podobají obřím slimákům, jistě inteligentními s vyspělou technologií. Při přesunu si všichni všímají, že celý komplex je spíše jako ZOO s výběhy pro různé rasy a druhy zvířat a bytostí. Celý výsadek končí ve výběhu pro lidi, kde se setkávají i s posádkou lodi Ariel. Kapitán Markel objasňuje, že se snažili utéct mnoha způsoby a zrovna tak o navázání komunikace. Spock odhaduje, že jde o telepatické tvory a zkouší s nimi komunikovat. Domůže se však pouze jakési formy smíchu. Když ale Dr. McCoy potřebuje svou lékařskou brašnu, daří se ostatním myslet na lékařské náčiní a tvorové opravu předají doktorovi co potřebuje.
Po tomto pokusu Spock navrhuje, aby jeden z členů simuloval nemoc a ostatní musí věřit, že k jeho vyléčení je zapotřebí komunikátor. Když se Kirk komunikátoru zmocní, volá Scottyho a vyzývá jej k transportu. Scotty ovšem transportuje pouze mládě věznitelů. Jeho rodiče se snaží projít do Kirkovi mysli, čímž mu způsobují hroznou bolest. Mezitím na lodi Scotty přesvědčuje mládě, že nemá co vychylovat Enterprise z kurzu a transportuje se s ním zpět.
Mládě sdělí rodičům vše, co o lidech a Vulkáncích zjistilo z palubního počítače. Tvorové posádku nadále považuje za primitivní, ale usoudí, že není vhodné je věznit ve vlastní ZOO. Když se všichni vrací na Enterprise, Spock podotýká, že je tvorové rádi za 20–30 století uvítají zpět na planetě, ale protože jde o jejich století, přepočet na pozemské roky mu trochu potrvá.